# Louis-Antoine Prat
Louis-Antoine Prat, né le 24 décembre 1944 à Nice, est un historien de l'art et collectionneur français, spécialiste du dessin. 

## Famille et formation
Louis-Antoine Prat est le fils de Georges Prat, un riche industriel partageant sa vie entre sa villa de la promenade des Anglais à Nice, le château d'Héricy et son appartement du quai de Bourbon sur l'île Saint-Louis à Paris. Georges est collectionneur d'art : il possède tableaux, sculptures, meubles anciens et dessins.
Louis-Antoine Prat perd son père à l'âge de six ans. Il étudie à la fois à la Sorbonne (maîtrise sur Fitzgerald et la société de son temps, 1970) et à Sciences Po. Il suit ensuite les cours de l'École du Louvre, où il rédige un mémoire sur L'œuvre d'Alfred Robaut d'après Eugène Delacroix (1976).
Il a entre-temps rencontré son épouse, Véronique Bardon, qui est la petite-fille de Philippe Soupault. Elle travaille elle aussi sur Fitzgerald (maîtrise en 1967 sur F.S. Fitzgerald et l'Europe) puis se dirige vers l'histoire de l'art : à l'École du Louvre où elle a rédigé un mémoire sur Dehodencq (1977) et à l'université, où elle soutient un doctorat. Elle devient journaliste au Figaro, où elle fait toute sa carrière et meurt le 15 avril 2024.

## Le collectionneur
D'abord éclectique, la collection des Prat s'est progressivement orientée vers le dessin français, et présente désormais de belles pièces allant de 1600 à 1900. Louis-Antoine, dans une entrevue au magazine Panache explique sa préférence pour les dessins touchant à la figure humaine et, plus généralement, ceux liés aux grandes peintures. Grand donateur des musées nationaux, il a donné une partie de sa collection au Louvre en 1995, sous réserve d'usufruit.
Largement reconnue et admirée, régulièrement exposée à l'étranger, la collection de Louis-Antoine et Véronique Prat en leur domicile du 7e arrondissement de Paris, a souvent, au gré des ventes et nouvelles acquisitions, fait l'objet de publications.
Cette collection est régulièrement exposée dans d'autres musées : aux États-Unis et au Canada (New York, Fort Worth, Pittsburgh, Ottawa, 1990-1991), puis au musée du Louvre et en Grande-Bretagne (Edinburgh, Oxford, 1995) et de nouveau aux États-Unis (Los Angeles, Toledo, Naples, Philadelphie, Charleston, 2004-2005) puis à Barcelone (2007), Sydney (2010), Venise et Toulouse (2017), et à Orléans en 2023.
En tant que mécène, il est nommé en 2006 officier de l'ordre des Arts et des Lettres.

## Le chercheur et l'enseignant
N'étant pas titulaire d'un concours mais doté néanmoins d'une solide connaissance du dessin ancien, Louis-Antoine Prat est nommé chargé de mission pour le musée du Louvre (département des Arts graphiques) en 1976, et le reste jusqu'en 2017. Officiant par-là en qualité de bénévole et d’aide au service des conservateurs du département, il collabore à plusieurs projets d’exposition ou de catalogue. 
Il est l’auteur de très nombreux articles sur l’histoire du dessin français, de l’inventaire des deux mille trois cents dessins et carnets de Théodore Chassériau au Louvre (1988) et, avec Pierre Rosenberg, des catalogues raisonnés des dessins de Poussin (1994), de Watteau (1996), et de David (2002). Il a été commissaire des rétrospectives Nicolas Poussin, au Grand Palais, à Chantilly et à Bayonne en 1994, de l’exposition L’Empire du Temps au Louvre en 2000, de celle consacrée au Dessin romantique français au Musée de la Vie romantique à Paris en 2001, et il a été l’un des commissaires généraux des rétrospectives Chassériau, un autre romantisme (Paris-Strasbourg-New York, 2002) et Ingres (Paris, Louvre, 2006). En 2007, il a publié avec la collaboration de L. Lhinares un ouvrage sur La collection Chennevières : Quatre siècles de dessins français.
Depuis septembre 2007, Louis-Antoine Prat dispense les cours d'histoire du dessin français du XVIIe siècle au XIXe siècle à l'École du Louvre. De cet enseignement découlent deux livres de synthèse : Le dessin français au XIXe siècle, publié en 2011, et Le dessin français au XVIIe siècle, publié en 2013. Un troisième ouvrage, consacré au Dessin français au XVIIIe siècle, parait en mars 2017. 
Louis-Antoine Prat est élu en 2016 président de la Société des amis du Louvre. De nombreuses polémiques le contraignent à ne pas se représenter pour un nouveau mandat à l’été 2024. 

## Controverses
En décembre 2023, relayé par un article du Monde, le marchand d'art Nicolas Schwed, le directeur du Musée d'art et d'histoire du judaïsme et différentes personnalités du monde de l'art ont accusé Louis-Antoine Prat d’antisémitisme, à la suite d'un passage de sa nouvelle Les allées du Salon tirée d'un recueil de nouvelles paru la même année Bien trop près du feu. Et autres nouvelles (Editions El Viso, 2023). Cette affirmation a été démentie dans le même article par Nicolas Neumann, directeur d'édition travaillant de longue date avec Louis-Antoine Prat,et Olivia Voisin, directrice des musées d'Orléans. Par un droit de réponse publié le 31 janvier 2024, Louis-Antoine Prat dément que Nicolas Schwed est le personnage principal de sa nouvelle.
Toujours en décembre 2023, le collectionneur Pierre Morin a accusé Louis-Antoine Prat d’avoir profité de sa position de président de la Société des Amis du Louvre pour acheter des dessins à des prix avantageux. Ces affirmations ont été démenties par Louis-Antoine Prat qui affirme, dans le droit de réponse du 31 janvier 2024, avoir toujours agi « de manière désintéressée », dans le but de voir sa collection léguée, « selon testament déposé, aux musées du Louvre et d'Orsay ». Cette polémique est née en réponse à un article publié dans la Tribune Grande Galerie présentant Pierre Morin comme s’étant livré à une « opération commerciale et spéculative », générant une plus-value de 1,350 millions d’euros, lors de la vente au musée du Louvre, pour un montant de 2,850 millions d‘euros, d'un célèbre dessin de Victor Hugo classé Trésor national, intitulé Marine Terrace,, acquis cinq ans auparavant pour un montant de 1,5 million d‘euros. La direction du musée du Louvre déclare à cette occasion pour The Art Newspaper (à travers sa porte-parole), désapprouver les sorties de Prat et être toujours attristée par les affaires qui affectent la réputation du Louvre.

### Romans et nouvelles
- Les points de repère, Albin Michel, 1965
- L'amateur d'absolu, La Table Ronde, 1983 (prix Roland de Jouvenel de l'Académie française)
- La ciguë avec toi, La Table Ronde, 1984
- Un requiem allemand, La Table Ronde, 1985
- Trois reflets d'Argentine, La Table Ronde, 1986
- Le tombeau du nouvelliste : nouvelles, La Table Ronde, 1988
- Belle encore et autres nouvelles, Somogy, 2019 (prix de la nouvelle de l'Académie française)
- L'Imprudence récompensée, El Viso, à paraître fin mars 2020
- Reste avec les vaincus et autres nouvelles, El Viso, septembre 2021
- Bien trop près du feu et autres nouvelles, El Viso, septembre 2023

### Théâtre radiophonique
- La trahison, France Culture, 1969
- La leçon d’histoire, France Culture, 1969 (avec D.-P. Larger)
- Parfois deux sans trois, France Culture, 1970
- Pourquoi Fleur pleurait-elle ?, France Culture, 1971
- Nuit de guerre au Louvre, Samsa, 2019
- L'ambigu vénitien, Samsa, 2022
- Manet, Degas une femme peut en cacher une autre (Avec Stéphane Guégan), Samsa, 2023

### Histoire de l’art
Outre de nombreux articles académiques, L.-A. Prat a publié les ouvrages suivants :
- Nicolas Poussin, 1594-1665, Catalogue raisonné des dessins, Milan, Leonardo, 1994, 2 tomes (avec Pierre Rosenberg)
- Antoine Watteau, 1684-1721, Catalogue raisonné des dessins, Milan, Leonardo, 1996, 3 tomes (avec P. Rosenberg)
- Dessins romantiques français provenant de collections privées parisiennes, Paris, Musée de la Vie Romantique, 2001 (et commissariat)
- Jacques-Louis David, 1748-1825, Catalogue raisonné des Dessins, Milan, Electa, 2002, 2 tomes (avec Pierre Rosenberg)
- Théodore Chassériau. Obras sobre papel - Œuvres sur papier, Saint Domingue, 2004 (et commissariat)
- Ingres, Paris, Louvre, collection Cabinet des Dessins, n° 4, 2004, coed. Louvre-Cinq continents (et commissariat)
- David, Paris, Louvre, collection Cabinet des Dessins, n° 9, 2005,coed. Louvre-Cinq continents, (avec A. Serullaz)
- Ingres, Paris, Louvre, 2006 (notices des dessins et commissariat général pour les dessins)
- La collection Chennevières. Quatre siècles de dessins français, Paris, 2007, coéd. Louvre-ENSBA (avec la collaboration de L. Lhinares) (et commissariat de l’exposition)
- Beyond my control, texte du catalogue de l’exposition David to Cezanne, Master Drawings from the Prat Collection, Sydney, Art Gallery of New South Wales, 2010
- Le dessin français au XIXe siècle, Paris, 2011, coédition Musée du Louvre-Musée d’Orsay-Somogy
- Paul Delaroche, Le cabinet des Dessins, Editions Louvre-Le Passage, Paris, Louvre, 2012 (et commissariat de l’exposition)
- Le dessin français au XVIIe siècle, Paris, coédition Musée du Louvre-Somogy, 2013.
- Le dessin français au XVIIIe siècle, Paris, coédition Musée du Louvre-Somogy 2017.
- Officier et gentleman au 19e siècle: la collection His de la Salle, Paris, 2019, coéd. musée du Louvre éditions, Liénart, avec L. Lhinares (et commissariat de l'exposition)